# Danh sách câu lạc bộ bóng đá ở Saint Vincent và Grenadines
Đây là danh sách các câu lạc bộ bóng đá ở Saint Vincent và Grenadines.
- Avenues United FC
- Brownstown United F.C.
- Camdonia Chelsea SC
- Digicel Jebelle FC
- Fitz Hughes Predators
- Hope International FC
- JG & Sons Stingers FC
- K&R Strikers
- Pastures United FC
- Prospect United FC
- SV United FC
- System 3 FC
- Toni Store Jugglers FC
- Zodiac FC

Bản mẫu:Bóng đá Saint Vincent và Grenadines